# TNT (album de Tortoise)
Pour les articles homonymes, voir TNT.
 (janvier 2024).
Si vous disposez d'ouvrages ou d'articles de référence ou si vous connaissez des sites web de qualité traitant du thème abordé ici, merci de compléter l'article en donnant les références utiles à sa vérifiabilité et en les liant à la section « Notes et références ».
Albums de Tortoise
Millions Now Living Will Never Die
(1996) Standards
(2001)
TNT est le troisième album du groupe Tortoise, sorti en 1998.

## Liste des titres
1. TNT 7:33
2. Swung from the Gutters 5:52
3. Ten-Day Interval 4:44
4. I Set My Face to the Hillside 6:08
5. The Equator 3:42
6. A Simple Way to Go Faster Than Light That Does Not Work 3:33
7. The Suspension Bridge at Iguazú Falls 5:38
8. Four-Day Interval 4:45
9. In Sarah, Mencken, Christ, and Beethoven There Were Women and Men 7:29
10. Almost Always Is Nearly Enough 2:42
11. Jetty 8:21
12. Everglade 4:21